# Largados e Pelados Brasil
Largados e Pelados Brasil é um reality show brasileiro que estreou em 9 de novembro de 2021 no Discovery+ e, a partir da terceira temporada no Max. Cada episódio narra a vida de dois sobreviventes (um homem e uma mulher) que se encontram pela primeira vez pelados e recebem a tarefa de sobreviver a uma estadia em região de selva por 21 dias. Cada sobrevivente pode trazer um item útil, como um facão ou uma ignição. Depois de se encontrarem no local designado, os parceiros devem construir um abrigo e encontrar água e comida.
Menos de um mês após a sua estreia, Largados e Pelados Brasil foi renovado para uma segunda temporada pelo Discovery+.

## Sinopse
Os eventos da busca de cada casal se desenrolam em um único episódio. Os parceiros se despojam e se encontram. Eles são fornecidos com sacolas ásperas contendo um diário/câmera pessoal para uso quando a equipe de filmagem não está lá à noite, e um mapa. Todos eles usam colares idênticos com uma conta central que é um microfone com um fio que se conecta a um transmissor de áudio sem fio escondido na bolsa. Algumas joias pessoais são permitidas. Cada sobrevivente pode trazer um item útil, como um facão ou uma ignição de incêndio. Há uma equipe de filmagem que não tem permissão para intervir, exceto em emergências médicas, quando é "absolutamente necessário". Uma equipe pode sair a qualquer momento durante o desafio de 21 dias. Se não baterem, deverão chegar ao ponto de extração designado no último dia para serem retirados por helicóptero ou barco ou outro veículo adequado ao ambiente. Os visualizadores são atualizados com estatísticas, incluindo quantos dias se passaram, o tempo e a temperatura. Largados e Pelados calcula e depois atualiza as técnicas de sobrevivência dos membros do elenco, que é baseado em previsões e observações de aptidão de sobrevivência em habilidade, experiência e força mental. As medições de peso antes e depois também são reveladas no final de um episódio.

## Resumo
| Temporada | Temporada | Episódios | Episódios | Originalmente exibido   | Originalmente exibido  |
| Temporada | Temporada | Episódios | Episódios | Estreia da temporada    | Final da temporada     |
| --------- | --------- | --------- | --------- | ----------------------- | ---------------------- |
|           | 1         | 7         | 7         | 9 de novembro de 2021   | 15 de dezembro de 2021 |
|           | 2         | 7         | 7         | 12 de novembro de 2022  | 10 de dezembro de 2022 |
|           | 3         | 7         | 7         | 29 de fevereiro de 2024 | ASA                    |

## Produção

### Localizações
A primeira e a segunda temporada levaram os competidores à uma região inóspita em Vichada, Colômbia. A terceira temporada foi gravada no Gran Chaco argentino.
Internacional
| Continente     | Localizações (número da temporada) |
| -------------- | ---------------------------------- |
| América do Sul | Colômbia (1, 2), Argentina (3)     |

## Participantes
| Nome             |
| ---------------- |
| Diogo Berto      |
| Erika Rodrigues  |
| Gisleine Cruz    |
| Itamar Charlie   |
| Joedson Brandão  |
| Léti Moupa       |
| Raysa Ribeiro    |
| Rene Murad       |
| Sati Albuquerque |
| Tony Bushels     |

| Nome             |
| ---------------- |
| Aline Caravaggio |
| Henrique Fonseca |
| Juliano Hojah    |
| Kamilla Monteiro |
| Levi Leite       |
| Luis Destito     |
| Marina Fukushima |
| Sabrina Silva    |
| Taís Teixeira    |
| Tiago Chagas     |

| Nome              |
| ----------------- |
| Fernando Costa    |
| Nanda Souza       |
| Andreza Pereira   |
| Adriano Felipe    |
| Richards Moura    |
| João Oliveira     |
| Sylvia Boehringer |
| Roberta Trummer   |
| Fernanda Medeiros |
| Lucas Moreno      |